# Černov
Černov je priimek več oseb:
- Grigorij Ivanovič Černov, sovjetski general
- Nikolaj Dimitrijevič Ahšarumov, znan pod psevdonimom A. Černov, ruski pisatelj
- Viktor Georgijevič Černov, sovjetski general
- Vladimir Černov, ruski pevec